# Francesco Loredan
Francesco Loredan (Venezia, 9 febbraio 1685 – Venezia, 19 maggio 1762) fu il 116º doge della Repubblica di Venezia dal 18 marzo 1752 fino alla sua morte.

## Biografia

### Infanzia
Francesco Loredan nacque a Venezia il 9 febbraio 1687 da Andrea di Leonardo Loredan del ramo di San Vidal e da Caterina Grimani. Apparteneva ad una famiglia ricca, prestigiosa e numerosa: aveva ben otto fratelli e due sorelle, fatto che certamente lo indusse a non contrarre matrimonio

### Carriera politica
Nonostante il prestigio familiare, il cursus honorum di Francesco Loredan non fu di rilievo: dal 1711 al 1714 fu Savio agli Ordini, ricoprì il ruolo di Savio di Terraferma dal 1721 al 1735 e dal 1735 al 1751 fu Savio del Consiglio (salvo i vincoli di mandato). Nel frattempo, fu anche provveditore sopra Camere, sopra Dazi, in Zecca, alle Pompe, sopra Feudi, cassier del Collegio, savio alla Mercanzia, procuratore agli Ori e Monete, deputato alla Provvisione del denaro, tutti incarichi di secondo piano e non di vertice.
Dal 1747 al 1749 accettò l'incarico di provveditore generale a Palmanova, sostituendo il proprio fratello minore, Leonardo Loredan, morto in servizio. Nella relazione finale sottolineò la necessità di accrescere la comunità di appena 2 000 abitanti e di migliorare il commercio locale mediante l'introduzione della libertà di circolazione e vendita delle biade e di incentivare l'industria locale della seta. Nel 1748 rifiutò l'incarico di commissario ai confini della provincia di Friuli e Istria e ritornò a Venezia ove riprese a riassumere incarichi cerimoniali e di medio prestigio e si avvicinò alla fazione conservatrice in seno al Maggior Consiglio.
Nel luglio 1750, quale savio del Consiglio, fu il principale portavoce dell'iniziativa di Papa Benedetto XIV di inviare un vicario apostolico nel patriarcato di Aquileia.

### Dogato
Il Loredan fu eletto al primo scrutinio il 18 marzo 1752, grazie principalmente alla propria ricchezza privata ed all'appoggio della fazione conservatrice, capeggiata da Marco Foscarini. Fu ufficialmente incoronato il 6 aprile del medesimo anno.
Il 7 settembre 1754 il Senato emise una legge che ribadiva il divieto di dare esecuzione a bolle o brevi papali senza l'approvazione del collegio; l'iniziativa creò un forte contrasto con Papa Benedetto XIV e fu ritirata il 12 agosto 1758 su richiesta del nuovo Papa, il veneziano Clemente XIII il quale concesse al Doge, in spirito di riconciliazione, il dono della rosa d'oro.
Ribadita, ancora una volta, la neutralità della Serenissima nell'ambito della Guerra dei sette anni, gli ultimi anni di dogato furono caratterizzati da progressivo aumento delle tensioni interne tra i gruppi conservatori e riformisti, sfociati nella disputa sulla giurisdizione del Consiglio dei Dieci.
Nel 1761 l'Avogador di Comun Angelo Querini, uno degli esponenti di maggior spicco della fazione riformista, spalleggiato dal collega Andrea Zen, nell'ambito di una intricata controversia tra alcune congregazioni religiose, aveva sospeso ed appellato una deliberazione assunta dagli Inquisitori e dai tre capi del Consiglio dei Dieci. Sebbene l'iniziativa non fosse straordinaria, gli Inquisitori, nella notte del 12 agosto 1761 disposero l'arresto del Querini. 
L'iniziativa fu accolta dallo sdegno della famiglia Querini e di numerose famiglie nobili che si rifletté il 23 agosto dello stesso anno quando andarono deserte le elezioni dei nuovi membri del Consiglio dei Dieci, fatto che si ripeté nelle elezioni successive.
Preoccupato della situazione, il Doge Loredan, spalleggiato dai membri della Signoria, prese l'iniziativa di proporre al Maggior Consiglio la nomina di cinque correttori dei capitolari dei consigli. L'iniziativa fu accolta e risultarono eletti tre membri conservatori, tra i quali Marco Foscarini, e due amici del Querini.
Dopo lunghe deliberazioni, i riformisti avanzarono una mozione nella quale proponevano di restituire al corpo del Consiglio dei Dieci la competenze sulle colpe dei nobili, con la facoltà di delega agli Inquisitori che, però, avrebbero dovuto agire soltanto con regolare processo; nel caso di patrizi rivestiti di cariche pubbliche, il Collegio non avrebbe potuto irrogare pene superiori ai due anni di esilio, tranne che nei casi espressamente regolamentati dalla legge. I conservatori, di converso, sostennero la necessità di non limitare le potestà di una magistratura istituita per frenare gli abusi del patriziato e che la discrezionalità del Consiglio dei Dieci era legittima e garanzia del principio di uguaglianza di tutti innanzi alla giustizia.
Dopo una prima votazione finita in parità, la mozione riformista fu bocciata per soli due voti, anche a causa del forte dissenso dell'opinione pubblica che riteneva gli Inquisitori il miglior baluardo contro il rischio di sopraffazioni da parte del patriziato.

### Ultimi anni e morte
Questo fu l'ultimo evento rilevante nel dogato: il Doge stesso, anziano e dalla salute malferma sin dal febbraio del 1760, negli ultimi anni preferì dedicarsi all'amministrazione del proprio patrimonio privato. Morì il 19 maggio 1762. Fu sepolto nella basilica dei Santi Giovanni e Paolo, nella tomba del doge suo avo Leonardo Loredan.